# Resolución 1046 del Consejo de Seguridad de las Naciones Unidas
La resolución 1046 del Consejo de Seguridad de las Naciones Unidas, aprobada unánimemente el 13 de febrero de 1996, después de reafirmar resoluciones previas, incluyendo la resolución 1027 (1995), sobre la extensión de la Fuerza de Despliegue Preventivo de las Naciones Unidas (UNPREDEP por sus siglas en inglés) hasta el 30 de mayo de 1996, el Consejo autorizó el aumento de las fuerzas de UNPREDEP de 50 militares adicionales como apoyo en sus operaciones.
El Consejo también autorizó el establecimiento de la posición de Comandante del UNPREDEP, y solicitó al Secretario General un reporte para el 20 de mayo sobre la situación en la región y asuntos relacionados con UNPREDEP.